# Amaethon
Amaethon fab Dôn [a'maiθon vaːb doːn], auch Amathaon, ist eine Sagengestalt aus den walisischen vier Zweigen des Mabinogi.

## Mythologie
Amaethon ist ein Sohn der Muttergöttin Dôn. Als einziger ist er in der Lage, gemeinsam mit seinem Bruder, dem Schmied Govannon, ein riesiges Feld umpflügen zu können. Sein Bruder muss ihm dabei am Feldrain die Pflugscharen nachschärfen. Das Pflügen ist eine der Aufgaben, die Arthur, Kulhwch und den anderen Rittern in der Geschichte Kulhwch und Olwen vom Riesen Ysbaddaden auferlegt bekommen.
„[…] einen Landmann, der dieses Land bestellen könnte, aber es wird keiner imstande sein, außer Amaethon, der Sohn von Dôn.“

## Deutung
Amaethon wird oft als Hinweis auf einen alten keltisch-britischen Gott des Ackerbaus gedeutet. Sein Name leitet sich vom keltischen Ambaxtonos („Großer Ackerknecht“) ab.
Die drei Söhne der Dôn repräsentieren drei wichtige Stände:
- Gwydyon ist der Druide, der „Gelehrte“
- Govannon ist der Handwerker
- Amaethon ist der Bauer